# نادیا هیلکر
نادیا هیلکر (آلمانی: Nadia Hilker؛ زادهٔ ۱ دسامبر ۱۹۸۸) هنرپیشه متولد آلمان، از پدر آلمانی و مادر تونسی است. وی از سال ۲۰۱۰ میلادی تاکنون مشغول فعالیت بوده‌است.
از فیلم‌ها یا برنامه‌های تلویزیونی که وی در آن نقش داشته‌است می‌توان به سریال ۱۰۰ نفر مجموعه سنت‌شکن: هم‌پیمانو مجموعه مردگان متحرک اشاره کرد.